# Recordurile Campionatului Mondial de Fotbal

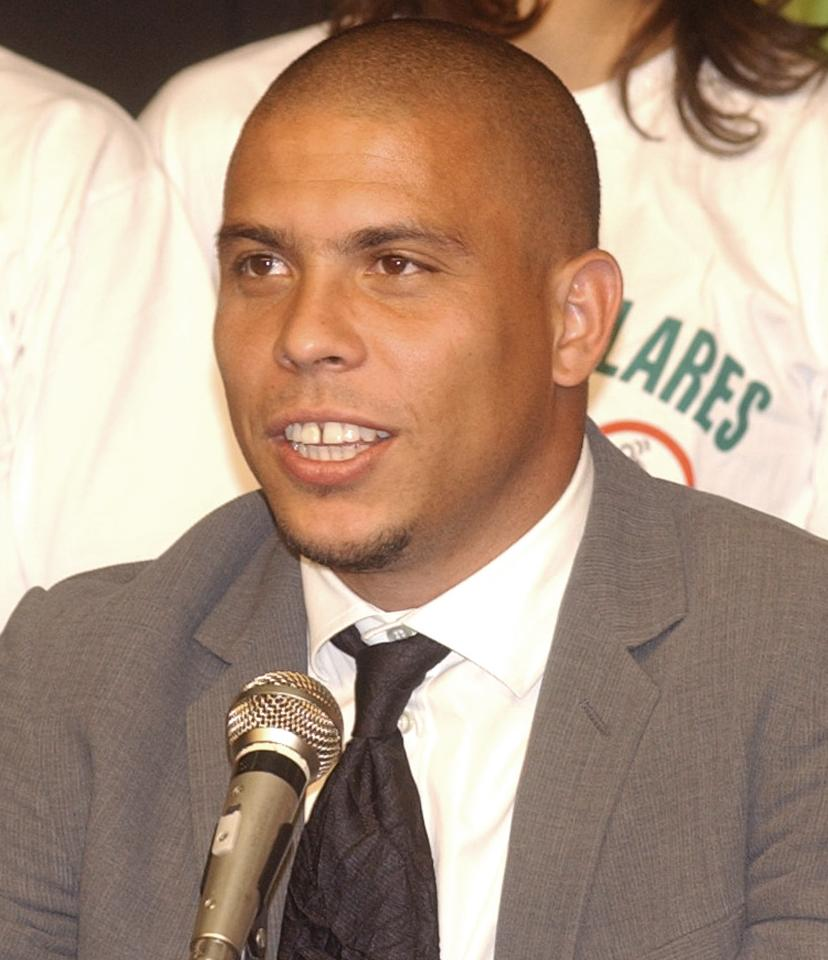
Brazilianul Ronaldo, deținătorul recordului la numărul de goluri marcate la Campionatul Mondial, având la activ 15 reușite

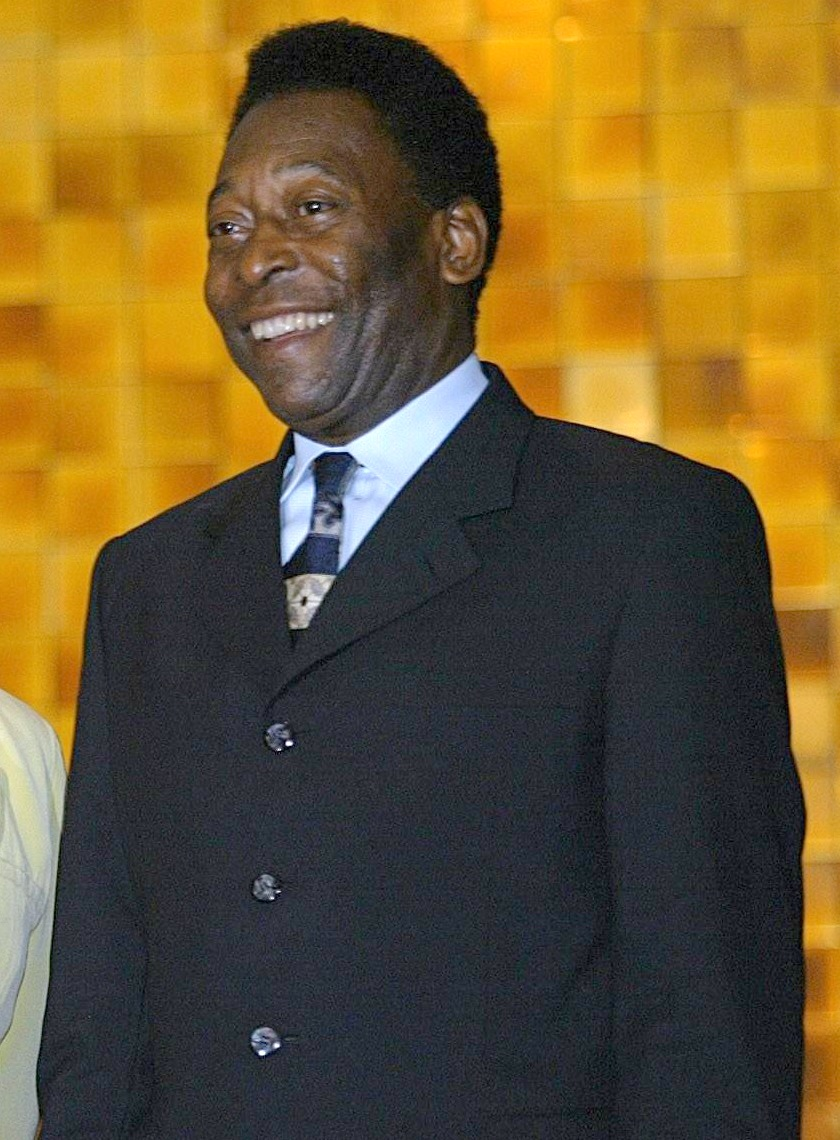
Brazilianul Pelé, deținătorul a trei trofee și a multor alte recorduri ale Campionatului Mondial de Fotbal

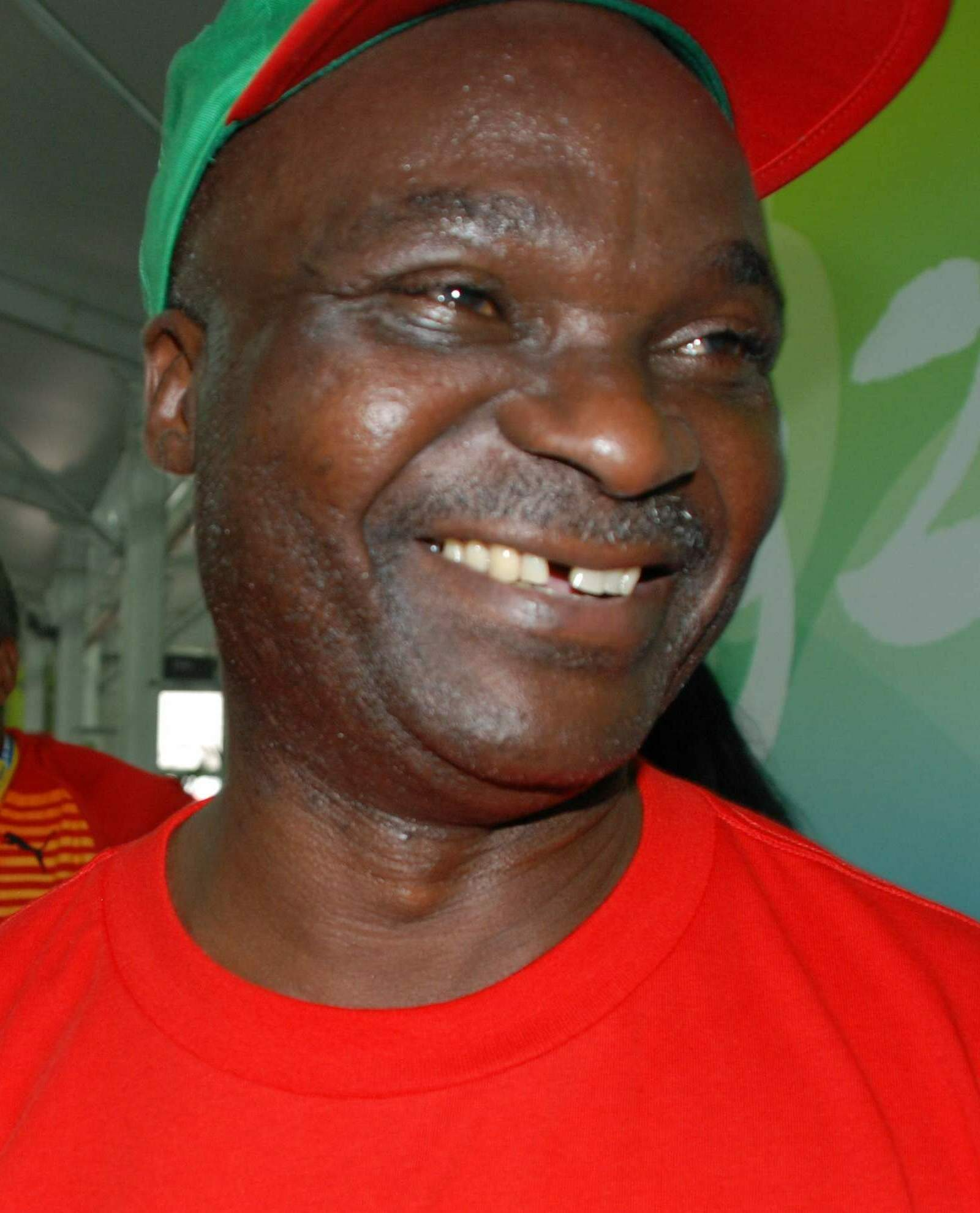
Camerunezul Roger Milla este cel mai vârstnic jucător din istorie, care a înscris la Campionatul Mondial de Fotbal. El a marcat în înfrângerea naționalei sale cu 6-1 în fața Rusiei în 1994, la vârsta de 42 de ani

Aceasta este o listă a recordurilor Campionatului Mondial de Fotbal și ale meciurilor din cadrul calificărilor sale.

## Echipă: poziția în turneu

### Cele mai multe trofee
5,  Brazilia (1958, 1962, 1970, 1994, 2002)
| # | Echipa                                    | # |
| - | ----------------------------------------- | - |
| 1 | Brazilia (1958, 1962, 1970, 1994, 2002)   | 5 |
| 2 | Italia (1934, 1938, 1982, 2006)           | 4 |
| 3 | Germania (1954, 1974, 1990,2014)          | 4 |
| 4 | 🇦🇷 Argentina (1978, 1986, 2022)           | 3 |
| 5 | Uruguay (1930, 1950), Franța (1998, 2018) | 2 |
| 6 | Anglia (1966), Spania (2010)              | 1 |

### Cele mai multe finale jucate
8,  Germania (1954, 1966, 1974, 1982, 1986, 1990, 2002,2014)  
| #  | Echipa                                                                | # |
| -- | --------------------------------------------------------------------- | - |
| 1  | Germania (1954, 1966, 1974, 1982, 1986, 1990, 2002,2014)              | 8 |
| 2  | Brazilia (1950, 1958, 1962, 1970, 1994, 1998, 2002),                  | 7 |
| 3  | Italia (1934, 1938, 1970, 1982, 1994, 2006)                           | 6 |
| 4  | Argentina (1930, 1978, 1986, 2014, 1990,2022)                         | 6 |
| 5  | Țările de Jos (1974, 1978, 2010), Franța(1998,2018,2022)              | 3 |
| 7  | Ungaria (1938, 1954), Cehoslovacia (1934, 1962), Uruguay (1930, 1950) | 2 |
| 10 | Anglia (1966), Spania (2010), Suedia (1958)                           | 1 |

### Cele mai multe clasări pe podium
12,  Germania (1934, 1954, 1966, 1970, 1974, 1982, 1986, 1990, 2002, 2006, 2010,2014)
| #  | Echipa | #  |
| -- | --- | -- |
| 1  | Germania (1934, 1954, 1966, 1970, 1974, 1982, 1986, 1990, 2002, 2006, 2010,2014)                                                                | 12 |
| 2  | Brazilia (1938, 1950, 1958, 1962, 1970, 1978, 1994, 1998, 2002)                                                                                 | 9  |
| 3  | Italia (1934, 1938, 1970, 1982, 1990, 1994, 2006)                                                                                               | 7  |
| 5  | Argentina (1930, 1978, 1986, 1990,2022) Franța (1958, 1986, 1998, 2006 ,2022)                                                                   | 5  |
| 6  | Țările de Jos (1974, 1978, 2010), Suedia (1950, 1958, 1994)                                                                                     | 3  |
| 8  | Ungaria (1938, 1954), Polonia (1974, 1982), Cehoslovacia (1934, 1962), Uruguay (1930, 1950)                                                     | 2  |
| 12 | Austria (1954), Chile (1962), Croația (1998), Anglia (1966), Portugalia (1966), Spania (2010), Turcia (2002), Statele Unite ale Americii (1930) | 1  |

### Cele mai multe clasări în top 4 (semifinale jucate)
12,  Germania (1934, 1954, 1958, 1966, 1970, 1974, 1982, 1986, 1990, 2002, 2006, 2010)
| # | Echipa | #  |
| - | --- | -- |
| 1 | Germania (1934, 1954, 1958, 1966, 1970, 1974, 1982, 1986, 1990, 2002, 2006, 2010,2014)                                                                                                | 12 |
| 2 | Brazilia (1938, 1950, 1958, 1962, 1970, 1974, 1978, 1994, 1998, 2002, 2014) | 10 |
| 3 | Italia (1934, 1938, 1970, 1978, 1982, 1990, 1994, 2006) | 8  |
| 4 | Franța (1958, 1982, 1986, 1998, 2006), Uruguay (1930, 1950, 1954, 1970, 2010) | 5  |
| 5 | Argentina (1930, 1978, 1986, 1990), Țările de Jos (1974, 1978, 1998, 2010), Suedia (1938, 1950, 1958, 1994)                                                                           | 4  |
| 6 | Austria (1934, 1954), Anglia (1966, 1990), Ungaria (1938, 1954), Polonia (1974, 1982), Portugalia (1966, 2006), Spania (1950, 2010), Cehoslovacia(1934, 1962), Iugoslavia(1930, 1962) | 2  |
| 7 | Belgia (1986), Bulgaria (1994), Chile (1962), Croația (1998), Coreea de Sud (2002), Turcia (2002), Uniunea Sovietică (1966), Statele Unite ale Americii (1930)                        | 1  |

### Cele mai multe clasări în top 8 (sferturi de finală jucate)
16,  Brazilia (Fiecare turneu cu excepția celor din 1934, 1966 și 1990),  Germania (Fiecare turneu cu excepția celor din 1930, 1938 și 1950)
| # | Echipa | #  |
| - | --- | -- |
| 1 | Brazilia (1930, 1938, 1950, 1954, 1958, 1962, 1970, 1974, 1978, 1982, 1986, 1994, 1998, 2002, 2006, 2010,2014) Germania (1934, 1954, 1958, 1962, 1966, 1970, 1974, 1978, 1982, 1986, 1990, 1994, 1998, 2002, 2006, 2010, 2014)                                                                                          | 17 |
| 2 | Italia (1934, 1938, 1970, 1978, 1982, 1990, 1994, 1998, 2006), Argentina (1930, 1966, 1974, 1978, 1986, 1990, 1998, 2006, 2010), Anglia ( 1954, 1962, 1966, 1970, 1982, 1986, 1990, 2002, 2006) | 9  |
| 3 | Franța ( 1930, 1938, 1958, 1982, 1986, 1998, 2006 ) Iugoslavia(1930, 1950, 1954, 1958, 1962, 1974, 1990) | 7  |
| 4 | Spania (1934, 1950, 1986, 1994, 2002, 2010), Suedia (1934, 1938, 1950, 1958, 1974, 1994), Uruguay (1930, 1950, 1954, 1966, 1970, 2010) | 6  |
| 5 | Ungaria (1934, 1938, 1954, 1962, 1966), Țările de Jos (1974, 1978, 1994, 1998, 2010), Rusia (1958, 1962, 1966, 1970, 1982) | 5  |
| 6 | Austria (1934, 1954, 1978, 1982), Cehoslovacia(1934, 1938, 1962, 1990), Elveția (1934, 1938, 1950, 1954) | 4  |
| 7 | Polonia (1974, 1978, 1982) | 3  |
| 8 | Chile (1930 ,1962), Mexic (1970, 1986), Peru (1970, 1978), Portugalia (1966, 2006), România (1930, 1994), Statele Unite ale Americii (1930, 2002) | 2  |
| 9 | Belgia (1986), Bulgaria (1994), Camerun (1990), Croația (1998), Cuba (1938), Danemarca (1998), Germania de Est (1974), Ghana (2010), Republica Irlanda (1990), Coreea de Sud (2002), Irlanda de Nord (1958), Paraguay (2010), Coreea de Nord (1966), Senegal (2002), Turcia (2002), Ucraina (2006), Țara Galilor (1958) | 1  |

### Cele mai multe clasări în top 16 (optimi de finală jucate)
19,  Brazilia (la fiecare turneu)

### Cele mai multe prezențe la Campionatul Mondial
20,  Brazilia (fiecare ediție)
| #  | Echipa | #  |
| -- | --- | -- |
| 1  | Brazilia | 20 |
| 2  | Italia Germania | 17 |
| 3  | Argentina | 15 |
| 4  | Mexic | 14 |
| 5  | Franța Spania Anglia | 13 |
| 6  | Belgia Iugoslavia Suedia Uruguay | 11 |
| 7  | Cehia Slovacia Ungaria Coreea de Sud Țările de Jos Rusia Elveția Statele Unite ale Americii | 9  |
| 8  | Chile Paraguay Scoția | 8  |
| 9  | Austria Bulgaria Polonia România | 7  |
| 10 | Camerun | 6  |
| 11 | Japonia Portugalia | 5  |
| 12 | Australia Columbia Danemarca Iran Maroc Nigeria Peru Arabia Saudită Tunisia | 4  |
| 13 | Algeria Bolivia Costa Rica Croația Irlanda de Nord Norvegia Republica Irlanda Africa de Sud | 3  |
| 14 | Coasta de Fildeș Ecuador Egipt El Salvador Ghana Grecia [[File:\|23x15px\|border \|alt=\|link=]] Honduras Coreea de Nord Noua Zeelandă Slovenia Turcia | 2  |
| 15 | Angola (2006), Canada (1986), China (2002), RD Congo(1974), Cuba (1938), Germania de Est (1974), Haiti (1974), Indonezia (1938), Irak (1986), Israel (1970), Jamaica (1998), Kuweit (1982), Senegal (2002), Togo (2006), Trinidad și Tobago (2006), Ucraina (2006), Emiratele Arabe Unite (1990), Țara Galilor (1958) | 1  |

### Cele mai multe clasări pe locul doi
4,  Germania (1966, 1982, 1986, 2002)
| # | Echipa | # |
| - | --- | - |
| 1 | Germania (1966, 1982, 1986, 2002)                                                                                  | 4 |
| 2 | Țările de Jos (1974, 1978, 2010)                                                                                   | 3 |
| 3 | Argentina (1930, 1990), Brazilia (1950, 1998), Cehoslovacia(1934, 1962), Ungaria (1938, 1954), Italia (1970, 1994) | 2 |
| 4 | Franța (2006), Suedia (1958)                                                                                       | 1 |

### Cele mai multe clasări pe locul trei
4,  Germania (1934, 1970, 2006, 2010)
| # | Echipa | # |
| - | --- | - |
| 1 | Germania (1934, 1970, 2006, 2010)                                                                                               | 4 |
| 2 | Brazilia (1938, 1978), Franța (1958, 1986), Polonia (1974, 1982), Suedia (1950, 1994)                                           | 2 |
| 3 | Austria (1954), Chile (1962), Croația (1998) Italia (1990), Portugalia (1966), Turcia (2002), Statele Unite ale Americii (1930) | 1 |

### Cele mai multe clasări pe locul patru
3,  Uruguay (1954, 1970, 2010)
| # | Echipa | # |
| - | --- | - |
| 1 | Uruguay (1954, 1970, 2010) | 3 |
| 2 | Iugoslavia (1930, 1962) | 2 |
| 3 | Austria (1934), Belgia (1986), Brazilia (1974), Bulgaria (1994), Anglia (1990), Franța (1982), Germania (1958), Italia (1978), Coreea de Sud (2002), Țările de Jos (1998), Portugalia (2006), Rusia (1966), Spania (1950), Suedia (1938) | 1 |

### Cele mai multe clasări pe locurile 3–4
5,  Germania (1934, 1958, 1970, 2006, 2010)
| # | Echipa | # |
| - | --- | - |
| 1 | Germania (1934, 1958, 1970, 2006, 2010) | 5 |
| 2 | Brazilia (1938, 1974 ,1978), Franța (1958, 1982, 1986), Suedia (1938, 1950, 1994), Uruguay (1954, 1970, 2010)                                                                                        | 3 |
| 3 | Polonia (1974, 1978), Iugoslavia (1930, 1962), Austria (1934, 1954), Italia (1978, 1990), Portugalia (1966, 2006)                                                                                    | 2 |
| 4 | Belgia (1986), Bulgaria (1994), Anglia (1990) Coreea de Sud (2002), Țările de Jos (1998), Rusia (1966), Spania (1950), Chile (1962), Croația (1998) Turcia (2002), Statele Unite ale Americii (1930) | 1 |

### Cele mai multe clasări pe locurile 5-8
8,  Anglia (1950, 1954, 1962, 1970, 1982, 1986, 2002, 2006)
| # | Echipa | # |
| - | --- | - |
| 1 | Anglia (1950, 1954, 1962, 1970, 1982, 1986, 2002, 2006) | 8 |
| 2 | Brazilia (1930, 1954, 1982, 1986, 2006, 2010) | 6 |
| 3 | Argentina (1966, 1974, 1998, 2006, 2010), Iugoslavia(1950, 1954, 1958, 1974, 1990) | 5 |
| 4 | Germania (1962, 1978, 1994, 1998), Rusia (1958, 1962, 1970, 1982), Spania (1934, 1986, 1994, 2002), Elveția (1934, 1938, 1950, 1954) | 4 |
| 5 | Ungaria (1934, 1962, 1966) | 3 |
| 6 | Austria (1978, 1982), Cehoslovacia(1938, 1990), Franța (1930, 1938), Italia (1950, 1998), Mexic (1970, 1986), Peru (1970, 1978), România (1930, 1994), Suedia (1934, 1974) | 2 |
| 7 | Chile (1930), Camerun (1990), Cuba (1938), Danemarca (1998), Germania de Est (1974), Ghana (2010), Republica Irlanda (1990), Paraguay (2010), Polonia (1978), Coreea de Nord (1966), Țările de Jos (1994), Irlanda de Nord (1958), Senegal (2002), Ucraina (2006), Uruguay (1966), Statele Unite ale Americii (2002), Țara Galilor (1958) | 1 |

### Cele mai multe clasări pe locurile 9-16
12,  Mexic (1930, 1950, 1954, 1958, 1962, 1966, 1978, 1994, 1998, 2002, 2006, 2010)
| # | Echipa | #  |
| - | --- | -- |
| 1 | Mexic (1930, 1950, 1954, 1958, 1962, 1966, 1978, 1994, 1998, 2002, 2006, 2010) | 12 |
| 2 | Belgia (1930, 1934, 1938, 1954, 1970, 1982, 1990, 1994, 2002) | 9  |
| 3 | Italia (1954, 1962, 1966, 1974, 1986, 2002), Paraguay (1930, 1950, 1958, 1986, 1998, 2002), Spania (1962, 1966, 1978, 1982, 1990, 2006)                                                                | 6  |
| 4 | Argentina (1934, 1958, 1962, 1982, 1994), Bulgaria (1962, 1966, 1970, 1974, 1986), Chile (1950, 1966, 1974, 1998, 2010), România (1934, 1938, 1970, 1990, 1998), Scoția (1958, 1962, 1974, 1978, 1982) | 5  |
| 5 | Franța Țările de Jos Slovacia Suedia Elveția Uruguay Statele Unite ale Americii | 4  |
| 6 | Brazilia Cehia Anglia Ungaria | 3  |
| 7 | Australia Bolivia Columbia Danemarca Japonia Coreea de Sud Maroc Nigeria Norvegia Polonia Republica Irlanda Iugoslavia                                                                                 | 2  |
| 8 | Austria Algeria RD Congo Costa Rica Ecuador El Salvador Egipt Germania Ghana Haiti Indonezia Iran Israel Irlanda de Nord Peru Portugalia Rusia Arabia Saudită Tunisia Turcia                           | 1  |

### Cele mai multe clasări pe locurile 17–32
5,  Coreea de Sud (1986, 1990, 1994, 1998, 2006),  Camerun (1982, 1994, 1998, 2002, 2010)
| # | Echipa | # |
| - | --- | - |
| 1 | Coreea de Sud (1986, 1990, 1994, 1998, 2006), Camerun (1982, 1994, 1998, 2002, 2010) | 5 |
| 2 | Rusia Arabia Saudită Scoția Africa de Sud Tunisia Statele Unite ale Americii | 3 |
| 3 | Algeria Austria Columbia Costa Rica Coasta de Fildeș Croația Cehia Franța Grecia [[File:\|23x15px\|border \|alt=\|link=]] Honduras Iran Japonia Maroc Noua Zeelandă Nigeria Polonia Portugalia Iugoslavia Slovenia                                                                      | 2 |
| 3 | Angola Argentina Australia Belgia Bolivia Bulgaria Canada Chile China Danemarca Ecuador Egipt El Salvador Ungaria Irak Italia Jamaica Coreea de Nord Kuweit Irlanda de Nord Norvegia Paraguay Peru Slovacia Spania Suedia Elveția Togo Trinidad și Tobago Emiratele Arabe Unite Uruguay | 1 |

### Consecutive

#### Cele mai multe campionate câștigate consecutiv
| # | Echipa                                  | # |
| - | --------------------------------------- | - |
| 1 | Brazilia (1958–1962) Italia (1934–1938) | 2 |

#### Cele mai multe accederi consecutive în finală
| # | Echipa                                                                               | # |
| - | ------------------------------------------------------------------------------------ | - |
| 1 | Brazilia (1994–2002) Germania (1982–1990)                                            | 3 |
| 2 | Argentina (1986–1990) Brazilia(1958–1962) Italia(1934–1938) Țările de Jos(1974–1978) | 2 |

#### Cele mai multe clasări consecutive pe podium
| # | Echipa                                                                         | # |
| - | ------------------------------------------------------------------------------ | - |
| 1 | Germania (1966–1974), (1982–1990), (2002–2010) Brazilia (1994–2002)            | 3 |
| 3 | Argentina (1986–1990) Italia (1934–1938),(1990–1994) Țările de Jos (1974–1978) | 2 |

#### Cele mai multe accederi consecutive în semifinale
Germania și Brazilia s-au clasat printre primele patru echipe de la Campionatul Mondial cu excepția ediției din 1930
| # | Echipa | # |
| - | --- | - |
| 1 | Brazilia(1960–1978)(1994–2002) Germania (1966–1974)(1982–1990)(2002–2010) | 3 |
| 2 | Argentina (1986–1990) Brazilia (1938–1950)(1958–1962) Franța (1982–1986) Germania (1954–1958) Italia (1934–1938)(1978–1982)(1990–1994) Țările de Jos (1974–1978) Suedia (1938–1950) Uruguay (1950–1954) | 2 |

#### Cele mai multe accederi consecutive în sferturi de finală
| # | Echipa | #  |
| - | --- | -- |
| 1 | Germania (1954–2010) | 15 |
| 2 | Brazilia (1938–1962)(1970–1986)(1994–2010) | 5  |
| 3 | Rusia (1958–1970) Iugoslavia (1950–1962) Elveția (1934–1954) | 4  |
| 4 | Anglia (1962–1970)(1982–1990) Italia (1934–1950)(1990–1998) Polonia (1974–1982) Suedia (1934–1950) | 3  |
| 5 | Argentina (1974–1978)(1986–1990)(2006–2010) Austria (1978–1982) Cehia (1934–1938) Anglia (1950–1954)(2002–2006) Franța (1982–1986) Ungaria (1934–1938)(1962–1966) Italia (1978–1982) Țările de Jos (1974–1978)(1994–1998) Uruguay (1950–1954)(1966–1970) | 2  |

Cele mai multe accederi consecutive în optimile de finală19,  Brazilia (1930–2010).
Cele mai multe participări consecutive în turneul final19,  Brazilia (1930–2010).
Cele mai multe clasări consecutive pe locul doi2,  Țările de Jos (1974–1978) și  Germania (1982–1986).
Cele mai multe clasări consecutive pe locul trei2,  Germania (2006–2010)
Cele mai multe clasări consecutive pe locul patrunu s-a întâmplat niciodată
Cele mai multe clasări consecutive pe locurile 3-42,  Suedia (1938–1950),  Brazilia (1974–1978),  Franța (1982–1986),  Germania (2006–2010)
Cele mai multe clasări consecutive pe locurile 5-84,   Elveția (1934–1954)
Cele mai multe clasări consecutive pe locurile 9-165,  Mexic (1950–1966), (1994–2010)
Cele mai multe clasări consecutive pe locurile 17-324,  Coreea de Sud (1986–1998)
Cea mai mare îmbunătățire de poziție în turnee consecutive
- A refuzat să participe, apoi a devenit campioană:  Italia (1930–1934),  Uruguay (1938–1950)
- Interzisă să participe, apoi a devenit campioană:  Germania de Vest (1950–1954)
- Nu a reușit să se califice, apoi a devenit campioană:  Franța (1994–1998)

### Intervaluri
Cel mai mare interval dintre două titluri succesive44 de ani,  Italia (1938–1982)
Cel mai mare interval dintre două prezențe succesive în finală48 de ani,  Argentina (1930–1978)
Cel mai mare interval dintre două prezențe succesive pe podium48 de ani,  Argentina (1930–1978)
Cel mai mare interval dintre două prezențe succesive în semifinale60 de ani,  Spania (1950–2010)
Cel mai mare interval dintre două prezențe succesive în sferturi de finală72 de ani,  Statele Unite ale Americii (1930–2002)
Cel mai mare interval dintre două prezențe succesive în optimi de finală60 de ani,  Norvegia (1938–1998)
Cel mai mare interval dintre două prezențe succesive în turneul final56 de ani:  Egipt (1934–1990), Norvegia (1938–1994)

### Echipa gazdă
Cel mai bun rezultat al echipei gazdăCampion,  Uruguay (1930),  Italia (1934),  Anglia (1966),  Germania de Vest (1974),  Argentina (1978),  Franța (1998)
Cel mai slab rezultat al echipei gazdăclasare în locurile 17–32 (20),  Africa de Sud (2010)

### Apărarea titlului
Cel mai bun rezultat al echipei ce-și apără titlulcampion,  Italia (1938),  Brazilia (1962)
Cel mai rău rezultat al echipei ce-și apără titlulnu a participat,  Uruguay (1934)
Cel mai rău rezultat al echipei ce-și apără titlul și a participat în turneul finallocul 28 (din 32),  Franța (2002)

### Debutante
Cel mai bun rezultat al echipei debutantecampion,  Uruguay(1930),  Italia(1934)
Cel mai bun rezultat al echipei debutante, după 1934locul trei,  Portugalia(1966),  Croația(1998)

### Altele
Cele mai multe finale jucate fără a deveni campion3,  Țările de Jos (1974, 1978, 2010)
Cele mai multe semifinale jucate fără a deveni campion4,  Suedia (1938, 1950, 1958, 1994),  Țările de Jos (1974, 1978, 1998, 2010)
Cele mai multe sferturi de finală jucate fără a deveni campion7  Iugoslavia (1930, 1950, 1954, 1958, 1962, 1974, 1990)
Cele mai multe optimi de finală jucate fără a deveni campion14  Mexic (toate în afară de 1934, 1938, 1974, 1982 și 1990)
Cele mai multe prezențe fără a deveni campion14  Mexic (toate în afară de 1934, 1938, 1974, 1982 și 1990)
Cele mai multe semifinale jucate, fără a juca în finală vreodată2,  Austria (1934, 1954),  Iugoslavia (1930, 1962),  Polonia (1974, 1982),   Portugalia (1966, 2006)
Cele mai multe sferturi de finală jucate, fără a juca în finală vreodată7  Iugoslavia (1930, 1950, 1954, 1958, 1962, 1974, 1990)
Cele mai multe optimi de finală jucate, fără a juca în finală vreodată14  Mexic (toate în afară de 1934, 1938, 1974, 1982 și 1990)
Cele mai multe prezențe, fără a juca în finală vreodată14  Mexic (toate în afară de 1934, 1938, 1974, 1982 și 1990)
Cele mai multe sferturi de finală jucate, fără a juca în semifinale vreodată4,   Elveția (1934, 1938, 1950, 1954)
Cele mai multe prezențe în optimi de finală, fără a juca în semifinale vreodată14  Mexic (toate în afară de 1934, 1938, 1974, 1982 și 1990)
Cele mai multe prezențe la turneu, fără a juca în semifinale vreodată14  Mexic (toate în afară de 1934, 1938, 1974, 1982 și 1990)
Cele mai multe prezențe în optimi de finală, fără a juca în sferturi de finală vreodată4  Scoția (1954, 1958, 1974, 1978)
Cele mai multe prezențe la turneu, fără a juca în sferturi de finală vreodată8  Scoția (1954, 1958, 1974, 1978, 1982, 1986, 1990, 1998)
Cele mai multe prezențe la turneu, fără a juca în optimi de finală vreodată3  Africa de Sud (1998, 2002, 2010)

## Jucători: poziții în turneu

### Cele mai multe trofee
| Jucător | Țara     | Turnee | Apariții | Meciuri | Total apariții | Total meciuri | Rata aparițiilor % |
| ------- | -------- | ------ | -------- | ------- | -------------- | ------------- | ------------------ |
| Pelé    | Brazilia | 1958   | 4        | 6       | 12             | 18            | 67                 |
| Pelé    | Brazilia | 1962   | 2        | 6       | 12             | 18            | 67                 |
| Pelé    | Brazilia | 1970   | 6        | 6       | 12             | 18            | 67                 |

### Cele mai multe prezențe în finală
| Jucător           | Țara             | Turnee | Apariții | Meciuri | Total apariții | Total meciuri | Rata aparițiilor % |
| ----------------- | ---------------- | ------ | -------- | ------- | -------------- | ------------- | ------------------ |
| Pierre Littbarski | Germania de Vest | 1982   | 7        | 7       | 18             | 21            | 86                 |
| Pierre Littbarski | Germania de Vest | 1986   | 5        | 7       | 18             | 21            | 86                 |
| Pierre Littbarski | Germania de Vest | 1990   | 6        | 7       | 18             | 21            | 86                 |
| Lothar Matthäus   | Germania de Vest | 1982   | 2        | 7       | 16             | 21            | 76                 |
| Lothar Matthäus   | Germania de Vest | 1986   | 7        | 7       | 16             | 21            | 76                 |
| Lothar Matthäus   | Germania de Vest | 1990   | 7        | 7       | 16             | 21            | 76                 |
| Cafu              | Brazilia         | 1994   | 3        | 7       | 16             | 21            | 76                 |
| Cafu              | Brazilia         | 1998   | 6        | 7       | 16             | 21            | 76                 |
| Cafu              | Brazilia         | 2002   | 7        | 7       | 16             | 21            | 76                 |
| Pelé              | Brazilia         | 1958   | 4        | 6       | 12             | 18            | 67                 |
| Pelé              | Brazilia         | 1962   | 2        | 6       | 12             | 18            | 67                 |
| Pelé              | Brazilia         | 1970   | 6        | 6       | 12             | 18            | 67                 |

### Cele mai multe prezențe pe podium
| Jucător              | Țara             | Turnee | Apariții | Meciuri | Total apariții | Total meciuri | Rata aparițiilor % |
| -------------------- | ---------------- | ------ | -------- | ------- | -------------- | ------------- | ------------------ |
| Wolfgang Overath     | Germania de Vest | 1966   | 6        | 6       | 19             | 19            | 100                |
| Wolfgang Overath     | Germania de Vest | 1970   | 6        | 6       | 19             | 19            | 100                |
| Wolfgang Overath     | Germania de Vest | 1974   | 7        | 7       | 19             | 19            | 100                |
| Franz Beckenbauer    | Germania de Vest | 1966   | 6        | 6       | 18             | 19            | 95                 |
| Franz Beckenbauer    | Germania de Vest | 1970   | 5        | 6       | 18             | 19            | 95                 |
| Franz Beckenbauer    | Germania de Vest | 1974   | 7        | 7       | 18             | 19            | 95                 |
| Miroslav Klose       | Germania         | 2002   | 7        | 7       | 19             | 21            | 90                 |
| Miroslav Klose       | Germania         | 2006   | 7        | 7       | 19             | 21            | 90                 |
| Miroslav Klose       | Germania         | 2010   | 5        | 7       | 19             | 21            | 90                 |
| Pierre Littbarski    | Germania de Vest | 1982   | 7        | 7       | 18             | 21            | 86                 |
| Pierre Littbarski    | Germania de Vest | 1986   | 5        | 7       | 18             | 21            | 86                 |
| Pierre Littbarski    | Germania de Vest | 1990   | 6        | 7       | 18             | 21            | 86                 |
| Lothar Matthäus      | Germania de Vest | 1982   | 2        | 7       | 16             | 21            | 76                 |
| Lothar Matthäus      | Germania de Vest | 1986   | 7        | 7       | 16             | 21            | 76                 |
| Lothar Matthäus      | Germania de Vest | 1990   | 7        | 7       | 16             | 21            | 76                 |
| Cafu                 | Brazilia         | 1994   | 3        | 7       | 16             | 21            | 76                 |
| Cafu                 | Brazilia         | 1998   | 6        | 7       | 16             | 21            | 76                 |
| Cafu                 | Brazilia         | 2002   | 7        | 7       | 16             | 21            | 76                 |
| Pelé                 | Brazilia         | 1958   | 4        | 6       | 12             | 18            | 67                 |
| Pelé                 | Brazilia         | 1962   | 2        | 6       | 12             | 18            | 67                 |
| Pelé                 | Brazilia         | 1970   | 6        | 6       | 12             | 18            | 67                 |
| Horst-Dieter Höttges | Germania de Vest | 1966   | 5        | 6       | 10             | 19            | 53                 |
| Horst-Dieter Höttges | Germania de Vest | 1970   | 4        | 6       | 10             | 19            | 53                 |
| Horst-Dieter Höttges | Germania de Vest | 1974   | 1        | 7       | 10             | 19            | 53                 |

### Cele mai multe prezențe în semifinale
| Jucător                 | Țara             | Turnee | Apariții | Meciuri | Total apariții | Total meciuri | Rata aparițiilor % |
| ----------------------- | ---------------- | ------ | -------- | ------- | -------------- | ------------- | ------------------ |
| Wolfgang Overath        | Germania de Vest | 1966   | 6        | 6       | 19             | 19            | 100                |
| Wolfgang Overath        | Germania de Vest | 1970   | 6        | 6       | 19             | 19            | 100                |
| Wolfgang Overath        | Germania de Vest | 1974   | 7        | 7       | 19             | 19            | 100                |
| Franz Beckenbauer       | Germania de Vest | 1966   | 6        | 6       | 18             | 19            | 95                 |
| Franz Beckenbauer       | Germania de Vest | 1970   | 5        | 6       | 18             | 19            | 95                 |
| Franz Beckenbauer       | Germania de Vest | 1974   | 7        | 7       | 18             | 19            | 95                 |
| Uwe Seeler              | Germania de Vest | 1958   | 5        | 6       | 17             | 18            | 94                 |
| Uwe Seeler              | Germania de Vest | 1966   | 6        | 6       | 17             | 18            | 94                 |
| Uwe Seeler              | Germania de Vest | 1970   | 6        | 6       | 17             | 18            | 94                 |
| Miroslav Klose          | Germania         | 2002   | 7        | 7       | 19             | 21            | 90                 |
| Miroslav Klose          | Germania         | 2006   | 7        | 7       | 19             | 21            | 90                 |
| Miroslav Klose          | Germania         | 2010   | 5        | 7       | 19             | 21            | 90                 |
| Pierre Littbarski       | Germania de Vest | 1982   | 7        | 7       | 18             | 21            | 86                 |
| Pierre Littbarski       | Germania de Vest | 1986   | 5        | 7       | 18             | 21            | 86                 |
| Pierre Littbarski       | Germania de Vest | 1990   | 6        | 7       | 18             | 21            | 86                 |
| Lothar Matthäus         | Germania de Vest | 1982   | 2        | 7       | 16             | 21            | 76                 |
| Lothar Matthäus         | Germania de Vest | 1986   | 7        | 7       | 16             | 21            | 76                 |
| Lothar Matthäus         | Germania de Vest | 1990   | 7        | 7       | 16             | 21            | 76                 |
| Cafu                    | Brazilia         | 1994   | 3        | 7       | 16             | 21            | 76                 |
| Cafu                    | Brazilia         | 1998   | 6        | 7       | 16             | 21            | 76                 |
| Cafu                    | Brazilia         | 2002   | 7        | 7       | 16             | 21            | 76                 |
| Rivelino                | Brazilia         | 1970   | 5        | 6       | 15             | 20            | 75                 |
| Rivelino                | Brazilia         | 1974   | 7        | 7       | 15             | 20            | 75                 |
| Rivelino                | Brazilia         | 1978   | 3        | 7       | 15             | 20            | 75                 |
| Karl-Heinz Schnellinger | Germania de Vest | 1958   | 2        | 6       | 13             | 18            | 72                 |
| Karl-Heinz Schnellinger | Germania de Vest | 1966   | 6        | 6       | 13             | 18            | 72                 |
| Karl-Heinz Schnellinger | Germania de Vest | 1970   | 5        | 6       | 13             | 18            | 72                 |
| Pelé                    | Brazilia         | 1958   | 4        | 6       | 12             | 18            | 67                 |
| Pelé                    | Brazilia         | 1962   | 2        | 6       | 12             | 18            | 67                 |
| Pelé                    | Brazilia         | 1970   | 6        | 6       | 12             | 18            | 67                 |
| Horst-Dieter Höttges    | Germania de Vest | 1966   | 5        | 6       | 10             | 19            | 53                 |
| Horst-Dieter Höttges    | Germania de Vest | 1970   | 4        | 6       | 10             | 19            | 53                 |
| Horst-Dieter Höttges    | Germania de Vest | 1974   | 1        | 7       | 10             | 19            | 53                 |

### Cele mai multe prezențe în sferturi de finală
| Jucător         | Țara             | Turnee | Apariții | Meciuri | Total apariții | Total meciuri | Rata aparițiilor % |
| --------------- | ---------------- | ------ | -------- | ------- | -------------- | ------------- | ------------------ |
| Lothar Matthäus | Germania de Vest | 1982   | 2        | 7       | 25             | 31            | 81                 |
| Lothar Matthäus | Germania de Vest | 1986   | 7        | 7       | 25             | 31            | 81                 |
| Lothar Matthäus | Germania de Vest | 1990   | 7        | 7       | 25             | 31            | 81                 |
| Lothar Matthäus | Germania         | 1994   | 5        | 5       | 25             | 31            | 81                 |
| Lothar Matthäus | Germania         | 1998   | 4        | 5       | 25             | 31            | 81                 |

## Antrenori: poziția în turneu
Cele mai multe trofee2, Vittorio Pozzo  Italia (1934, 1938)
Cele mai multe prezențe în finală2, Vittorio Pozzo  Italia (1934, 1938); Helmut Schön  Germania de Vest (1966, 1974); Carlos Bilardo  Argentina (1986, 1990); Franz Beckenbauer  Germania de Vest (1986, 1990); Mário Zagallo  Brazilia (1970, 1998)
Cele mai multe prezențe pe podium3, Helmut Schön  Germania de Vest (1966, 1970, 1974)
Cele mai multe prezențe în semifinale3, Helmut Schön  Germania de Vest (1966, 1970, 1974); Mário Zagallo  Brazilia (1970, 1974, 1998)
Cele mai multe finishes prezențe în sferturi de finală4, Helmut Schön  Germania de Vest (1966, 1970, 1974, 1978);

## Echipe: progres în competiție

### All time
Cele mai multe prezențe în prima rundă19  Brazilia (fiecare ediție)
Cele mai multe depășiri a primei runde16  Germania (fiece ediție înafară de 1930, 1938 și 1950),  Brazilia (fiece ediție înafară de 1930, 1934 și 1966)
Cele mai multe ori eliminată în prima rundă8  Scoția (1954, 1958, 1974, 1978, 1982, 1986, 1990, 1998)
Cele mai multe prezențe, mereu depășind prima rundă3  Republica Irlanda (1990, 1994, 2002)
Cele mai multe prezențe, nedepășind niciodată prima rundă8  Scoția (1954, 1958, 1974, 1978, 1982, 1986, 1990, 1998)

### Consecutivitate
Cele mai multe prezențe consecutive în prima rundă19  Brazilia (fiece ediție)
Cele mai multe depășiri consecutive a primei runde15  Germania (1954–2010)
Cele mai multe eliminări consecutive în prima rundă5  Mexic (1950–1966),  Scoția (1974–1990)

### Echipa gazdă
Echipa gazdă eliminată în prima rundă Africa de Sud (2010)

### Apărarea titlului
Campioană en-titre eliminată în prima rundă Italia (1950 și 2010),  Brazilia (1966),  Franța (2002)

## Echipă: Meciuri jucate/goluri marcate

### În total
Cele mai multe meciuri jucate99,  Germania
Cele mai puține meciuri jucate1,  Indonezia (ca  Indiile de Est Neerlandeze)
Cele mai multe victorii67,  Brazilia
Cele mai multe înfrângeri24,  Mexic
Cele mai multe remize21,  Italia
Cele mai multe meciuri jucate fără victorie sau remiză6,  El Salvador
Cele mai multe meciuri jucate fără victorie6,  Bolivia,  El Salvador, [[File:|23x15px|border |alt=|link=]] Honduras,  Noua Zeelandă
Cele mai multe meciuri jucate până la prima victorie17,  Bulgaria
Cele mai multe goluri marcate210,  Brazilia
Cele mai multe goluri primite117,  Germania
Cele mai puține goluri marcate0,  Canada,  China,  Indonezia (ca  Indiile de Est Neerlandeze),  Trinidad și Tobago, și  RD Congo (ca  Zair).
Cele mai puține goluri primite2,  Angola
Cele mai multe meciuri jucate fără a marca3,  Canada,  China,  Trinidad și Tobago, și  RD Congo (ca  Zair).
Cele mai multe meciuri jucate mereu încasând gol6,  El Salvador,  Grecia
Cea mai mare medie de goluri marcate pe meci2.72,  Ungaria
Cea mai mică medie de goluri primite pe meci0.67,  Angola (2 goluri în 3 meciuri)
Cea mai mare medie de goluri primite pe meci6  Indonezia (ca  Antilele Neerlandeze)
Cea mai mică medie de goluri pe meci (total)1  Angola
Cea mai mare medie de goluri pe meci (total)6  Indonezia (ca  Antilele Neerlandeze)
Cele mai multe întâlniri între două echipe7 ori,  Brazilia vs  Suedia (1938, 1950, 1958, 1978, 1990 și de două ori în 1994)
7 ori,  Germania vs  Serbia (1954, 1958, 1962, 1974, 1990, 1998, 2010)
Cele mai multe întâlniri între două echipe în finală2 ori,  Brazilia vs  Italia (1970, 1994) &  Argentina vs  Germania (1986, 1990)
Cele mai multe turnee invincibilă 7,  Brazilia (1958, 1962, 1970, 1978, 1986, 1994, 2002)
Cele mai multe turnee eliminată fără a pierde vreun meci 3,  Anglia (1982, 1990, 2006)
Cele mai multe turnee eliminată fără a câștiga vreun meci6,  Mexic (1930, 1950, 1954, 1958, 1966, 1978) și  Bulgaria (1962, 1966, 1970, 1974, 1986, 1998)

### Recorduri într-o ediție
Cele mai multe victorii7,  Brazilia, 2002
Cele mai puține victorii, dar devine campioană3,  Uruguay, 1950 (din 4)
Cele mai multe meciuri fără victorie, dar devine campioană3,  Italia 1982 (din 7)
Cele mai multe victorii ale unei echipe non-campioane (excluzând play-off-ul pentru locul trei)6,  Țările de Jos, 2010
Cele mai multe meciuri fără victorie 5,  Iugoslavia 1974,  Argentina 1974,  Germania de Vest 1978,  Belgia 1986,  Republica Irlanda 1990,  Argentina 1990.
Cele mai multe meciuri fără victorie în timpul regulamentar6,  Belgia în 1986 și  Anglia în 1990.
Cele mai multe înfrângeri3 (28 de echipe, dintre care doar  Mexic a realizat asta la trei turnee diferite: 1930, 1950 și 1978)
Cele mai multe înfrângeri, dar devine campioană1,  Germania, 1954 și 1974;  Argentina, 1978;  Spania, 2010
Cele mai multe victorii în fața fostelor campioane mondiale 3,  Brazilia (1970),  Italia (1982),  Argentina (1986),  Germania (2010).
Toate meciurile câștigate fără prelungiri, rejucări, lovituri de departajare sau play-off-uri Brazilia 2002 (7 meciuri),  Brazilia 1970 (6 meciuri) și  Uruguay 1930 (4 meciuri).
Cea mai bună clasare fără a câștiga vreun mecitop 8  Republica Irlanda (1990)
Cea mai bună clasare câștigând cel mult un mecilocul 4  Suedia (1938)
Cele mai multe goluri marcate27,  Ungaria, 1954
Cele mai puține goluri primite0,   Elveția, 2006
Cele mai multe goluri primite16,  Coreea de Sud, 1954
Cele mai multe minute fără a primi gol517 min,  Italia, 1990
Cel mai bun golaveraj+17,  Ungaria, 1954
Cel mai bun golaveraj, devine campioană+14,  Brazilia, 2002
Cel mai rău golaveraj-16,  Coreea de Sud, 1954
Cel mai rău golaveraj, devine campioană+6,  Italia, 1982,  Spania, 2010
Cea mai mare medie de goluri marcate pe meci5.40,  Ungaria, 1954;
Cea mai mare medie a golaverajelor per meci+3.2,  Ungaria, 1954
Cea mai mare medie a golaverajelor per meci, devine campioană+3.0,  Uruguay, 1930
Cele mai multe goluri marcate, devine campioană25,  Germania, 1954
Cele mai puține goluri marcate, devine campioană8,  Spania, 2010
Cele mai puține goluri marcate, devine finalistă5,  Argentina, 1990
Cele mai puține goluri primite, devine campioană2,  Franța, 1998,  Italia, 2006,  Spania, 2010
Cele mai multe goluri primite, devine campioană14,  Germania, 1954
Cea mai mică medie de goluri marcate pe meci, devine campioană1.14,  Spania, 2010
Cele mai multe echipe invincibile5, 2006 (  Elveția,  Argentina,  Anglia,  Franța,  Italia)
Cele mai puține echipe invincibile0, 1954
Cele mai multe meciuri pentru a se califica la turneul final al CMF20,  Uruguay (2002 și 2010)
Cea mai mare distanță parcursă într-o singură campanie de calificare88513,92 kilometri (55000 de mile) -  Noua Zeelandă (1982)

## Echipă: performanță generală (rata victoriilor)

### În total
Cea mai bună performanță generală
| Echipa          | M | V  | E | Î | Victorii % | GM | GP | Dif | Dif/M | GM/M |
| --------------- | - | -- | - | - | ---------- | -- | -- | --- | ----- | ---- |
| Uruguay (1930)  | 4 | 4  | 0 | 0 | 100        | 15 | 3  | +12 | +3.0  | 3.8  |
| Brazilia (1970) | 6 | 6  | 0 | 0 | 100        | 19 | 7  | +12 | +2.0  | 3.2  |
| Brazilia (2002) | 7 | 7  | 0 | 0 | 100        | 18 | 4  | +14 | +2.0  | 2.6  |
| Italia (1938)   | 4 | 4* | 0 | 0 | 100        | 11 | 5  | +6  | +1.5  | 2.8  |

* o victorie a fost obținută în prelungiri
Cea mai rea performanță generalăDin cauza numărului mare de echipe care au pierdut în toate meciurile la CMF, doar echipele cu o diferență de goluri/meci ≤ -4.0 sunt incluse.
| Echipa                            | M | V | E | Î | Victorii % | GM | GP | Dif | Dif/M | GM/M |
| --------------------------------- | - | - | - | - | ---------- | -- | -- | --- | ----- | ---- |
| Coreea de Sud (1954)              | 2 | 0 | 0 | 2 | 0          | 0  | 16 | −16 | −8.0  | 0.0  |
| Bolivia (1950)                    | 1 | 0 | 0 | 1 | 0          | 0  | 8  | −8  | −8.0  | 0.0  |
| Indiile de Est Neerlandeze (1938) | 1 | 0 | 0 | 1 | 0          | 0  | 6  | −6  | −6.0  | 0.0  |
| Statele Unite ale Americii (1934) | 1 | 0 | 0 | 1 | 0          | 1  | 7  | −6  | −6.0  | 1.0  |
| Zair (1974)                       | 3 | 0 | 0 | 3 | 0          | 0  | 14 | −14 | −4.7  | 0.0  |
| Arabia Saudită (2002)             | 3 | 0 | 0 | 3 | 0          | 0  | 12 | −12 | −4.0  | 0.0  |
| Bolivia (1930)                    | 2 | 0 | 0 | 2 | 0          | 0  | 8  | −8  | −4.0  | 0.0  |
| Scoția (1954)                     | 2 | 0 | 0 | 2 | 0          | 0  | 8  | −8  | −4.0  | 0.0  |
| El Salvador (1982)                | 3 | 0 | 0 | 3 | 0          | 1  | 13 | −12 | −4.0  | 0.3  |
| Haiti (1974)                      | 3 | 0 | 0 | 3 | 0          | 2  | 14 | −12 | −4.0  | 0.7  |

#### Echipa gazdă
Cea mai bună performanță generală
| Echipa         | M | V | E | Î | Victorii % | GM | GP | Dif | Dif/M | GM/M |
| -------------- | - | - | - | - | ---------- | -- | -- | --- | ----- | ---- |
| Uruguay (1930) | 4 | 4 | 0 | 0 | 100        | 15 | 3  | +12 | +3.0  | 3.8  |

Cea mai rea performanță generală
Următoarele echipe au statistică negativă ca gazde:
| Echipa                            | Runda atinsă             | M | V | E | Î | Victorii % | GM | GP | Dif | Dif/M | GM/M |
| --------------------------------- | ------------------------ | - | - | - | - | ---------- | -- | -- | --- | ----- | ---- |
| Africa de Sud (2010)              | Runda 1 (1/16 de finală) | 3 | 1 | 1 | 1 | 33         | 3  | 5  | −2  | −0.67 | 1.00 |
| Statele Unite ale Americii (1994) | Runda 2 (1/8 de finală)  | 4 | 1 | 1 | 2 | 25         | 3  | 4  | −1  | −0.25 | 0.75 |
| Spania (1982)                     | Runda 2 (top 12)         | 5 | 1 | 2 | 2 | 20         | 4  | 5  | −1  | −0.20 | 0.80 |

#### Apărarea titlului
Cea mai bună performanță generală
| Echipa        | M | V  | E | Î | Victorii % | GM | GP | Dif | Dif/M | GM/M |
| ------------- | - | -- | - | - | ---------- | -- | -- | --- | ----- | ---- |
| Italia (1938) | 4 | 4* | 0 | 0 | 100        | 11 | 5  | +6  | +1.5  | 2.8  |

*o victorie obținută în prelungiri
Cea mai rea performanță generală
| Echipa        | M | V | E | Î | Victorii % | GM | GP | Dif | Dif/M | GM/M |
| ------------- | - | - | - | - | ---------- | -- | -- | --- | ----- | ---- |
| Franța (2002) | 3 | 0 | 1 | 2 | 0          | 0  | 3  | −3  | −1.0  | 0.0  |

#### Campioană
Cea mai bună performanță generală
vezi mai sus: All time > Cea mai bună performanță generală
Cea mai rea performanță generală
| Echipa        | M | V | E | Î | Victorii % | GM | GP | Dif | Dif/M | GM/M |
| ------------- | - | - | - | - | ---------- | -- | -- | --- | ----- | ---- |
| Italia (1982) | 7 | 4 | 3 | 0 | 79         | 12 | 6  | +6  | +0.9  | +1.7 |

#### Non-Campioană
Cea mai bună performanță generală
| Echipa        | M | V | E | Î | Victorii % | GM | GP | Dif | Dif/M | GM/M |
| ------------- | - | - | - | - | ---------- | -- | -- | --- | ----- | ---- |
| Italia (1990) | 7 | 6 | 1 | 0 | 93         | 10 | 2  | +8  | +1.1  | +1.4 |

## Serii
Cele mai multe campanii de calificare consecutive soldate cu succes7,  Spania (1986–2010).
Cele mai multe campanii de calificare consecutive soldate cu eșec18,  Luxemburg (1934–2010).
Cele mai multe victorii consecutive11,  Brazilia, de la 2–1 cu Turcia (2002) până la 3–0 cu Ghana (2006).
Cele mai multe meciuri consecutive fără înfrângere13,  Brazilia, de la 3–0 cu Austria (1958) până la 2–0 cu Bulgaria (1966).
Cele mai multe înfrângeri consecutive9,  Mexic, de la 1–4 cu Franța (1930) până la 0–3 cu  Suedia (1958)
Cele mai multe meciuri consecutive fără victorie17,  Bulgaria, de la 0–1 cu Argentina (1962) până la 0–3 cu Nigeria (1994).
Cele mai multe remize consecutive5,  Belgia, de la 0–0 Țările de Jos (1998) până la 1–1 Tunisia (2002).
Cele mai multe meciuri consecutive fără remize16,  Portugalia, de la 3–1 Ungaria (1966) până la 1–0 Țările de Jos (2006).
Cele mai multe meciuri consecutive marcând cel puțin un gol18,  Brazilia (1930–1958) și  Germania (1934–1958).
Cele mai multe meciuri consecutive marcând cel puțin 2 goluri11,  Uruguay (1930–1954)
Cele mai multe meciuri consecutive marcând cel puțin 3/4 goluri4,  Uruguay (1930–1950),  Ungaria (1954),  Portugalia (1966),  Germania (1970),  Brazilia (1970),
Cele mai multe meciuri consecutive marcând cel puțin 6/7 goluri2,  Ungaria (1954),   Brazilia (1950)
Cele mai multe meciuri consecutive fără a marca5,  Bolivia (1930–1994) și  Algeria (1986–2010).
Cele mai multe meciuri consecutive fără a primi gol5,  Italia (1990) și   Elveția (2006–2010).
Cele mai multe minute consecutive fără a primi gol559,   Elveția (1994, 2006–2010).
Cele mai multe meciuri consecutive primind cel puțin un gol22,   Elveția (1934–1994).
Cele mai multe meciuri consecutive primind cel puțin 2 goluri9,  Mexic (1930–1958).
Cele mai multe meciuri consecutive primind cel puțin 3 goluri5,  Mexic (1930–1950).
Cele mai multe meciuri consecutive primind cel puțin 4 goluri3,  Bolivia (1930–1950),  Mexic (1930–1950).
Cele mai multe meciuri consecutive primind cel puțin 5 goluri (și mai mult)2,  Coreea de Sud (1954),  Statele Unite ale Americii (1930–1934),  Austria (1954).

## Individual
Pentru recorduri ce țin de marcarea golurilor, vezi Marcatori; pentru recordurile portarilor, vezi Portari
Cele mai multe turnee jucate5, Antonio Carbajal ( Mexic, 1950–1966) și Lothar Matthäus ( Germania, 1982–1998).
Vezi aici lista jucătorilor care au jucat la multiple Campionate Mondiale de Fotbal
Cele mai multe trofee3, Pelé ( Brazilia, 1958, 1962 (a jucat doar în primele 2 meciuri; medalie acordată retroactiv de către FIFA în 2007) și 1970).
Vezi aici list jucătorilor care au câștigat multiple Campionate Mondiale de Fotbal
Cele mai multe meciuri jucate la turneul final25, Lothar Matthäus ( Germania, 1982–1998).
Cele mai multe minute jucate la turneul final2217 minute, Paolo Maldini ( Italia, 1990–2002).
Cele mai multe meciuri jucate, calificări68, Iván Hurtado ( Ecuador, 1994–2010)
Cele mai multe meciuri câștigate16, Cafu ( Brazilia, 1994–2006).
Cele mai multe prezențe în finală3, Cafu ( Brazilia, 1994, 1998, 2002).
Cele mai multe finale jucate cu echipe diferite2, Luis Monti  Argentina (1930),  Italia (1934)
Cele mai multe prezențe ca căpitan16, Diego Maradona ( Argentina, 1986–1994).
Cele mai multe prezențe ca rezervă11, Denílson ( Brazilia, 1998–2002).
Cel mai tânăr jucător17 ani și 41 de zile, Norman Whiteside ( Irlanda de Nord, vs Iugoslavia, 1982).
Cel mai tânăr jucător în finală17 ani și 249 de zile, Pele ( Brazilia, vs Suedia, 1958).
Cel mai tânăr jucător în calificări13 ani și 310 zile, Souleymane Mamam ( Togo, vs Zambia, 6 mai 2001, 2002 CAF Grupa 1).
Cel mai tânăr căpitan21 de ani și 109 zile, Tony Meola ( Statele Unite ale Americii, vs Cehoslovacia, 10 iunie 1990).
Cel mai vârstnic jucător42 ani și 39 zile, Roger Milla ( Camerun, vs Rusia, 1994).
Cel mai vârstnic jucător în finală40 ani și 133 zile, Dino Zoff ( Italia, vs Germania, 1982).
Cel mai vârstnic jucător în calificări46 ani și 180 zile, MacDonald Taylor, Sr. ( Insulele Virgine Americane, vs Saint Kitts și Nevis, 18 februarie 2004, Grupa 4 Prelim 2006 CONCACAF).
Cel mai vârstnic căpitan40 ani și 292 zile, Peter Shilton ( Anglia, vs Italia, 7 iulie 1990).
Cel mai vârstnic jucător care debutează la un turneu final al Campionatului Mondial de Fotbal39 ani și 321 zile, David James ( Anglia, vs Algeria, 18 iunie 2010).
Cea mai mare diferență de vârsta a jucătorilor din aceeași echipă24 ani și 42 zile, 1994,  Camerun (Rigobert Song: 17 ani și 358 zile; Roger Milla: 42 ani și 35 zile).
Cea mai mare diferență de vârsta a jucătorilor echipei campioane21 ani și 297 zile, 1982,  Italia (Dino Zoff: 40 ani și 133 zile; Giuseppe Bergomi: 18 ani și 201 zile).
Cea mai lungă perioadă de timp între prezențele unui jucător la turnee finale ale Campionatului Mondial12 ani și 13 zile, Alfred Bickel (  Elveția, 1938–1950).
Cea mai lungă perioadă de timp cu prezențe ca jucător la turnee finale ale Campionatului Mondial16 ani, Antonio Carbajal ( Mexic, 1950–1966); Elías Figueroa ( Chile, 1966–1982); Hugo Sánchez ( Mexic, 1978–1994); Giuseppe Bergomi ( Italia, 1982–1998); Lothar Matthäus ( Germania, 1982–1998); Rigobert Song ( Camerun, 1994–2010).
Cea mai lungă perioadă de timp între prezențe la turnee finale ale Campionatului Mondial (general)44 de ani, Tim ( Brazilia, 1938, ca jucător; și  Peru, 1982, ca antrenor).

## Marcatori

### Individual
Cele mai multe goluri marcate în calificări, în total35, Ali Daei ( Iran, 1994–2006).
Cele mai multe goluri marcate într-o ediție13, Just Fontaine ( Franța), 1958.
Pentru o listă detaliată a topului marcatorilor în fiece ediție (Gheata de Aur), vezi Premiile Campionatului Mondial de Fotbal#Gheata de Aur
Cele mai multe goluri marcate într-un meci5, Oleg Salenko ( Rusia, vs Camerun, 1994).
Cele mai multe goluri marcate într-un meci pierdut4, Ernest Wilimowski ( Polonia, vs Brazilia, 1938).
Cele mai multe goluri marcate într-un meci din preliminarii13, Archie Thompson ( Australia, vs Samoa Americană, 2002 OFC Grupa 1).
Cele mai multe goluri marcate într-o finală3, Geoff Hurst ( Anglia, vs Germania de Vest, 1966).
Cele mai multe goluri marcate în toate finalele jucate[Kylian Mbappe Lotin] (Franța, 1 vs Croația în 2018 & 3 vs Argentina în 2022,  3, Vavá ( Brazilia, 2 vs Suedia în 1958 & 1 vs Cehoslovacia în 1962), Pelé ( Brazilia, 2 vs Suedia în 1958 & 1 vs Italia în 1970), Geoff Hurst ( Anglia, 3 vs Germania de Vest în 1966), și Zinedine Zidane ( Franța, 2 vs Brazilia în 1998 & 1 vs Italia în 2006).
Cele mai multe meciuri în care a marcat11, Ronaldo ( Brazilia, 1998–2006).
Cele mai multe meciuri consecutive în care a marcat6, Just Fontaine ( Franța, 1958) și Jairzinho ( Brazilia, 1970).
Cele mai multe meciuri în care a marcat minim două goluri4, Sándor Kocsis ( Ungaria, 1954), Just Fontaine ( Franța, 1958), Ronaldo ( Brazilia, 1998–2006) și Miroslav Klose ( Germania, 2002–2010).
Cele mai multe meciuri consecutive în care a marcat minim două goluri4, Sándor Kocsis ( Ungaria, 1954).
Cele mai multe hat-trickuri2, Sándor Kocsis ( Ungaria, 1954), Just Fontaine ( Franța, 1958), Gerd Müller ( Germania de Vest, 1970), și Gabriel Batistuta ( Argentina, 1994 și 1998).
Cele mai multe hat-trickuri consecutive2, Sándor Kocsis ( Ungaria, 1954) și Gerd Müller ( Germania de Vest, 1970).
Cele mai rapide hat-trickuri & cele mai multe goluri marcate de o rezervă într-un meci8 minute, László Kiss ( Ungaria), a înscris în min. 69', 72', și 76' contra El Salvador, 1982.
Goluri olimpice marcate la Campionatul Mondial de Fotbal1, Marcos Coll  Columbia vs  Uniunea Sovietică, 3 iunie 1962.
Hat-trickuri realizate din penaltiNiciodată nu s-a întâmplat într-un turneu final. De patru ori au fost în preliminarii: Kubilay Türkyilmaz (  Elveția, vs Insulele Feroe, 7 octombrie 2000, Grupa 1 UEFA 2002); Henrik Larsson ( Suedia, vs Moldova, 6 iunie 2001, Grupa 4 UEFA 2002); Ronaldo ( Brazilia, vs Argentina, 2 iunie 2004, 2006 CONMEBOL), Pierre-Emerick Aubameyang ( Gabon, vs Niger, 15 iunie 2013, 2014 CAF, runda a doua, grupa E).
Marchează la fiece meci de la Campionatul Mondial de FotbalGyörgy Sárosi ( Ungaria), 5 goluri în 4 meciuri (1938), Alcides Ghiggia ( Uruguay), 4 goluri în 4 meciuri (1950), Just Fontaine ( Franța), 13 goluri în 6 meciuri (1958), Jairzinho ( Brazilia), 7 goluri în 6 meciuri (1970).
Cele mai multe turnee la care a marcat la fiece prezență2, György Sárosi ( Ungaria), 1934–1938 (1 gol/1 meci și 5/4).
Cele mai multe turnee cu câte cel puțin un gol marcat4, Pelé ( Brazilia, 1958–1970) și Uwe Seeler ( Germania de Vest, 1958–1970).
Cele mai multe turnee cu câte cel puțin două goluri marcate4, Uwe Seeler ( Germania de Vest, 1958–1970).
Cele mai multe turnee cu câte cel puțin trei goluri marcate3, Jürgen Klinsmann ( Germania, 1990–1998), Ronaldo ( Brazilia, 1998–2006), și Miroslav Klose ( Germania, 2002–2010).
Cele mai multe turnee cu câte cel puțin patru goluri marcate3, Miroslav Klose ( Germania, 2002–2010).
Cele mai multe turnee cu câte cel puțin cinci goluri marcate2, Teófilo Cubillas ( Peru 1970, 1978) și Miroslav Klose ( Germania, 2002–2006).
Cea mai lungă periaodă dintre primul și ultimul gol al unui jucător la CMF12 ani, Pelé ( Brazilia, 1958–1970), Uwe Seeler ( Germania de Vest, 1958–1970), Diego Maradona ( Argentina, 1982–1994), Michael Laudrup ( Danemarca, 1986–1998), Henrik Larsson ( Suedia, 1994–2006), Sami Al-Jaber ( Arabia Saudită, 1994–2006), și Cuauhtémoc Blanco ( Mexic, 1998–2010).
Cel mai tânăr marcator17 ani și 239 zile, Pelé ( Brazilia, vs Țara Galilor, 1958).
Cel mai tânăr marcator de hat-trick17 ani și 244 zile, Pelé ( Brazilia, vs Franța, 1958).
Cel mai tânăr marcator în finală17 ani și 249 zile, Pelé ( Brazilia, vs Suedia, 1958).
Cel mai vârstnic marcator42 ani și 39 zile, Roger Milla ( Camerun, vs Rusia, 1994).
Cel mai vârstnic marcator de hat-trick33 ani și 159 zile, Tore Keller ( Suedia, vs Cuba, 1938).
Cel mai vârstnic marcator în finală35 ani și 263 zile, Nils Liedholm ( Suedia, vs Brazilia, 1958).
Cele mai multe penaltiuri marcate (excluzând loviturile de departajare)4, Eusébio ( Portugalia, 4 în 1966), Rob Rensenbrink ( Țările de Jos, 4 în 1978) – ambele-s recorduri pentru un turneu; și Gabriel Batistuta ( Argentina, câte 2 în 1994 și 1998).
Cele mai multe penaltiuri ratate (excluzând loviturile de departajare)2, Asamoah Gyan ( Ghana, 2006 vs  Cehia și 2010 vs  Uruguay).
Cel mai rapid gol la Campionatul Mondial de Fotbal10.89 secunde, Hakan Șükür ( Turkey, vs Coreea de Sud, 29 iunie 2002, 2002).
Cel mai rapid gol marcat de o rezervă16 secunde, Ebbe Sand ( Danemarca vs Nigeria, 28 iunie 1998, 1998).
Cel mai rapid gol în finală90 de secunde, Johan Neeskens ( Țările de Jos, vs Germania de Vest, 7 iulie 1974).
Cel mai rapid gol într-un meci din preliminarii8 secunde, Davide Gualtieri ( San Marino, vs Anglia, 17 noiembrie 1993, Grupa 2 UEFA 1994).
Cel mai tardiv golminutul 121, Alessandro Del Piero ( Italia vs Germania, 4 iulie 2006).
Cel mai tardiv gol în finalăminutul 120, Geoff Hurst ( Anglia vs Germania de Vest 1966)
Cel mai tardiv gol, fiind primul gol în meciminutul 119, David Platt ( Anglia vs Belgia, 26 iunie 1990) și Fabio Grosso ( Italia vs Germania, 4 iulie 2006).

### Echipe
Cea mai mare diferență de scor9 goluri,  Ungaria 9-0  Coreea de Sud, 1954;  Iugoslavia 9-0  Zair, 1974;  Ungaria 10-1  El Salvador, 1982.
Cea mai mare diferență de scor, în preliminarii31,  Australia 31-0  Samoa Americană, 11 aprilie 2001, Grupa 1 OFC 2002.
Cele mai multe goluri marcate într-un meci de o echipă10,  Ungaria, vs El Salvador, 1982.
Cele mai multe goluri marcate într-un meci de ambele echipe12,  Austria 7-5   Elveția, 1954.
Cea mai rezultativă remiză4–4,  Anglia vs  Belgia (AET), 1954, și  Uniunea Sovietică vs  Columbia, 1962.
Cel mai mare deficit de goluri de la care s-a revenit spre victorie3 goluri,  Austria, 1954 (revenire de la 0–3 la 7–5 vs   Elveția) și  Portugalia, 1966 (revenire de la 0–3 la 5–3 vs  Coreea de Nord).
Cel mai mare deficit de goluri de la care s-a revenit spre remiză3 goluri,  Columbia, 1962 (revenire de la 0–3 la 4–4 vs  Uniunea Sovietică) și  Uruguay, 2002 (revenire de la 0–3 la 3–3 vs  Senegal).
Cele mai multe goluri marcate în prelungiri, de ambele echipe5,  Italia 3-2  Germania de Vest, 1970.
Cele mai multe goluri marcate de o echipă în finală5,  Brazilia, 1958.
Cele mai multe goluri marcate în finală de ambele echipe7,  Brazilia 5-2  Suedia, 1958.
Cele mai puține goluri marcate în finală de ambele echipe0,  Brazilia 0-0  Italia, 1994.
Victoria la cea mai mare diferență de scor în finală3,  Franța 3-0  Brazilia 1998,  Brazilia 4-1  Italia, 1970 și  Brazilia 5-2  Suedia, 1958.
Cel mai mare deficit de goluri de la care s-a revenit spre victorie în finală2,  Germania de Vest, 1954 (de la 0–2 la 3–2 vs  Ungaria).
Cele mai multe goluri marcate de o echipă într-un turneu27,  Ungaria, 1954.
Cei mai mulți marcatori pentru echipă într-un meci7,  Iugoslavia, vs  Zair, 1974 (Dušan Bajević, Dragan Džajić, Ivica Šurjak, Josip Katalinski, Vladislav Bogićević, Branko Oblak, Ilija Petković).
Cei mai mulți marcatori pentru echipă într-un turneu10,  Franța, 1982 (Gérard Soler, Bernard Genghini, Michel Platini, Didier Six, Maxime Bossis, Alain Giresse, Dominique Rocheteau, Marius Trésor, René Girard, Alain Couriol) și  Italia, 2006 (Andrea Pirlo, Vincenzo Iaquinta, Alberto Gilardino, Marco Materazzi, Filippo Inzaghi, Francesco Totti, Gianluca Zambrotta, Luca Toni, Fabio Grosso, Alessandro Del Piero).
Cea mai mare îmbunătățire a diferenței de goluri între două meciuri consecutive+10:  Turcia (1954) — pierdere 1–4 cu  Germania de Vest, apoi victorie 7–0 cu  Coreea de Sud; și  Germania de Vest (1954) — pierdere 3–8 cu  Ungaria, apoi victorie 7–2 cu  Turcia.
Cea mai mare înrăutățire a diferenței de goluri între două meciuri consecutive-12:  Suedia (1938) — câștigă cu 8–0  Cuba, apoi pierde 1–5 cu  Ungaria ;  Turcia (1954) — câștigă cu 7–0  Coreea de Sud, apoi pierde 2–7 cu Germania de Vest;  Ungaria (1982) —  câștigă cu 10–1  El Salvador, apoi pierde 1–4 cu  Argentina.

### Turneu
Cele mai multe goluri marcate într-un turneu171 goluri, 1998.
Cele mai puține goluri marcate într-un turneu70 goluri Campionatul Mondial de Fotbal 1930 și Campionatul Mondial de Fotbal 1934.
Cele mai multe goluri per meci marcate într-un turneu5.38 goluri per meci, 1954.
Cele mai puține goluri per meci marcate într-un turneu2.21 goluri per meci, 1990.
Cei mai mulți marcatori într-un turneu111, 1998.
Cei mai mulți marcatori de cel puțin 2 goluri, într-un turneu37, 1998.
Cei mai mulți marcatori de cel puțin 3 goluri, într-un turneu21, 1954.
Cei mai mulți marcatori de cel puțin 4 goluri, într-un turneu11, 1954.
Cei mai mulți marcatori de cel puțin 5 goluri, într-un turneu6, 1994 – Hristo Stoichkov ( Bulgaria), Oleg Salenko ( Rusia), Romário ( Brazilia), Jürgen Klinsmann ( Germania), Roberto Baggio ( Italia) și Kennet Andersson ( Suedia).
Cei mai mulți marcatori de cel puțin 6 goluri, într-un turneu4, 1954 – Sándor Kocsis ( Ungaria), Erich Probst ( Austria), Max Morlock ( Germania de Vest) și Josef Hügi (  Elveția).
Cei mai mulți marcatori de cel puțin 7 goluri, într-un turneu2, 1970 – Gerd Müller ( Germania de Vest) și Jairzinho ( Brazilia).

### Autogoluri
Cele mai multe autogoluri într-un turneu4, 1954, 1998 & 2006.
Cele mai multe autogoluri într-un meci2,  Statele Unite ale Americii vs  Portugalia, 2002 (Jorge Costa la Portugalia și Jeff Agoos la SUA).
Marchează pentru ambele echipe în același meciErnie Brandts ( Țările de Jos, vs Italia, 1978 – autogol în minutul 18, și gol în minutul 50).

### Topul echipelor marcatoare după ediții
- 1930:  Argentina, 18 goluri
- 1934:  Italia, 12 goluri
- 1938:  Ungaria, 15 goluri
- 1950:  Brazilia, 22 goluri
- 1954:  Ungaria, 27 goluri
- 1958:  Franța, 23 goluri
- 1962:  Brazilia, 14 goluri
- 1966:  Portugalia, 17 goluri
- 1970:  Brazilia, 19 goluri
- 1974:  Polonia, 16 goluri
- 1978:  Argentina și  Țările de Jos, câte 15 goluri fiecare
- 1982:  Franța, 16 goluri
- 1986:  Argentina, 14 goluri
- 1990:  Germania de Vest, 15 goluri
- 1994:  Suedia, 15 goluri
- 1998:  Franța, 15 goluri
- 2002:  Brazilia, 18 goluri
- 2006:  Germania, 14 goluri
- 2010:  Germania, 16 goluri

Echipele listate cu aldin au câștigat turneul.

### Media și totalul de goluri
| An   | Echipe | Meciuri | Goluri | Golgheter | Media de goluri |
| ---- | ------ | ------- | ------ | --------- | --------------- |
| 1930 | 13     | 18      | 70     | 8         | 3.89            |
| 1934 | 16     | 17      | 70     | 5         | 4.12            |
| 1938 | 15     | 18      | 84     | 7         | 4.67            |
| 1950 | 15     | 22      | 88     | 9         | 4.00            |
| 1954 | 16     | 26      | 140    | 11        | 5.38            |
| 1958 | 16     | 35      | 126    | 13        | 3.60            |
| 1962 | 16     | 32      | 89     | 4         | 2.78            |
| 1966 | 16     | 32      | 89     | 9         | 2.78            |
| 1970 | 16     | 32      | 95     | 10        | 2.97            |
| 1974 | 16     | 38      | 97     | 7         | 2.55            |
| 1978 | 16     | 38      | 102    | 6         | 2.68            |
| 1982 | 24     | 52      | 146    | 6         | 2.81            |
| 1986 | 24     | 52      | 132    | 6         | 2.54            |
| 1990 | 24     | 52      | 115    | 6         | 2.21            |
| 1994 | 24     | 52      | 141    | 6         | 2.71            |
| 1998 | 32     | 64      | 171    | 6         | 2.67            |
| 2002 | 32     | 64      | 161    | 8         | 2.52            |
| 2006 | 32     | 64      | 147    | 5         | 2.30            |
| 2010 | 32     | 64      | 145    | 5         | 2.27            |

Cele mai multe și cele mai puține goluri sunt cu Aldin

## Portari
Cele mai multe meciuri fără gol primit10, Peter Shilton ( Anglia, 1982–1990) și Fabien Barthez ( Franța, 1998–2006)
Cele mai multe minute consecutive fără a primi gol, în turneul final517 minute (5 meciuri consecutive fără gol primit), Walter Zenga ( Italia, 1990)
Cele mai multe minute consecutive fără a primi gol, în preliminarii921 minute (9 meciuri consecutive fără gol primit), Richard Wilson ( Noua Zeelandă, 1982)
Cele mai multe goluri primite25, Antonio Carbajal ( Mexic) și Mohamed Al-Deayea ( Arabia Saudită)
Cele mai multe goluri primite, într-un turneu16, Hong Duk-Yung ( Coreea de Sud), 1954
Cele mai multe goluri primite, într-un meci10, Luis Guevara Mora ( El Salvador), 1982 (vs  Ungaria)
Cele mai puține goluri primite, într-un turneu, devenind campion2, Fabien Barthez ( Franța), 1998, Gianluigi Buffon ( Italia, 2006) și Iker Casillas ( Spania, 2010)
Cele mai puține goluri primite, într-un turneu0, Pascal Zuberbühler (  Elveția), 2006
Cele mai multe penaltiuri parate, într-un turneu (excluzând departajările)2, Jan Tomaszewski ( Polonia), 1974 și Brad Friedel ( Statele Unite ale Americii), 2002
Cele mai puține goluri primite, (incluzând loviturile de departajare), într-un meci0, Oleksandr Șovkovski ( Ucraina), 2006 (vs   Elveția)

## Antrenori
Cele mai multe meciuri25, Helmut Schön ( Germania de Vest, 1966–1978).
Cele mai multe meciur câștigate16, Helmut Schön ( Germania de Vest, 1966–1978).
Cele mai multe trofee2, Vittorio Pozzo ( Italia, 1934–1938).
Cele mai multe turnee6, Carlos Alberto Parreira (1982, 1990–1998, 2006, 2010).
Cele mai multe naționale antrenate5, Bora Milutinović ( Mexic, 1986;  Costa Rica, 1990;  Statele Unite ale Americii, 1994;  Nigeria, 1998;  China, 2002).
Cele mai multe turnee consecutive cu aceeași echipă4, Walter Winterbottom ( Anglia, 1950–1962); Helmut Schön ( Germania de Vest, 1966–1978) (Sepp Herberger Germania/Germania de Vest, (1938, 1954, 1958, 1962) omițând turneul din 1950 la care Germania a fost interzisă).
Cele mai multe victorii consecutive11, Luiz Felipe Scolari ( Brazilia, 2002, 7 victorii;  Portugalia, 2006, 4 victorii – Portugalia „a câștigat” următorul său meci, sfertul de finală contra Angliei, la penaltiuri, care tehnic se consideră remiză).
Cele mai multe meciuri consecutive fără înfrângere12, Luiz Felipe Scolari ( Brazilia, 2002, 7 meciuri;  Portugalia, 2006, 5 meciuri).
Cel mai tânăr antrenor27 ani și 267 zile, Juan José Tramutola ( Argentina, 1930)
Cel mai vârstnic antrenor71 ani 317 zile, Otto Rehhagel ( Grecia, 2010)
Cea mai rapidă schimbare efectuatăminutul 4, Cesare Maldini - Giuseppe Bergomi în locul lui Alessandro Nesta ( Italia, vs Austria, 1998); Sven-Göran Eriksson, Peter Crouch în locul lui Michael Owen ( Anglia, vs Suedia, 2006).
Cele mai multe trofee câștigate ca jucător și antrenor principal3, Mário Zagallo,  Brazilia (1958 & 1962 ca jucător, 1970 ca antrenor)
Cele mai multe prezențe ca jucător și antrenor5, Mário Zagallo,  Brazilia (1958 & 1962 ca jucător, 1970, 1974 & 1998 ca antrenor); Franz Beckenbauer,  Germania de Vest (1966–1974 ca jucător, 1986 & 1990 ca antrenor); Berti Vogts,  Germania de Vest (1970–1978 ca jucător, 1994 & 1998 ca antrenor)
Trofee cucerite atât ca jucător, cât și ca antrenorMário Zagallo,  Brazilia (1958 & 1962 ca jucător, 1970 ca antrenor); Franz Beckenbauer,  Germania de Vest (1974 ca jucător, 1990 ca antrenor)
Trofee cucerite atât ca căpitan, cât și ca antrenorFranz Beckenbauer,  Germania de Vest (1974 ca căpitan, 1990 ca antrenor)

## Arbitri
Cele mai multe turnee3 – John Langenus ( Belgia, 1930–1938), Ivan Eklind ( Suedia, 1934–1950), Benjamin Griffiths ( Țara Galilor, 1950–1958), Arthur Ellis ( Anglia, 1950–1958), István Zsolt ( Ungaria, 1954–1962), Juan Gardeazábal ( Spania, 1958–1966), Arturo Yamasaki Maldonado ( Peru, 1962–1970), Ramón Barreto ( Uruguay, 1970–1978), Nicolae Rainea ( România, 1974–1982), Erik Fredriksson ( Suedia, 1982–1990), Jamal Al Sharif ( Siria, 1986–1994), Joël Quiniou ( Franța, 1986–1994), Ali Mohamed Bujsaim ( EAU, 1994–2002), Óscar Ruiz ( Columbia, 2002–2010), Carlos Eugênio Simon ( Brazilia, 2002–2010)
Cele mai multe meciuri arbitrate, în total8 – Joël Quiniou ( Franța, 1986–1994), Benito Archundia ( Mexic, 2006–2010) și Jorge Larrionda ( Uruguay, 2006–2010)
Cele mai multe meciuri arbitrate, într-un turneu5 – Benito Archundia ( Mexic, 2006), Horacio Elizondo ( Argentina, 2006) și Ravșan Irmatov ( Uzbekistan, 2010)
Cel mai tânăr arbitru24 ani și 193 zile – Juan Gardeazábal ( Spania, 1958)
Cel mai vârstnic arbitru53 ani și 236 zile – George Reader ( Anglia, 1950)

## Disciplină
Notă: Nu există înregistrări oficiale de avertismente emise în turneele dinaintea introducerii cartonașului galben în 1970.
Cel mai rapid avertismentprimul minut, Giampiero Marini ( Italia), vs  Polonia, 1982; Sergei Gorlukovici ( Rusia), vs  Suedia, 1994.
Cea mai rapidă eliminare56 secunde, José Batista ( Uruguay), vs  Scoția, 1986.
Cea mai rapidă eliminare în preliminarii37 secunde, Rashed Al Hooti ( Bahrain), vs  Iran, Campionatul Mondial de Fotbal 2014.
Cel mai tardiv avertismentîn cadrul loviturilor de departajare: Edinho ( Brazilia) v  Franța 1986; Carlos Roa ( Argentina), vs  Anglia, 1998.
Cea mai tardivă eliminaredupă loviturile de departajare: Leandro Cufré ( Argentina), vs  Germania, 2006 (Cufré a fost eliminat pentru că l-a lovit pe Per Mertesacker într-o altercație după meci).
Eliminare de pe banca de rezerveClaudio Caniggia ( Argentina), vs  Suedia, 2002.
Cele mai multe cartonașe (toate timpurile, jucător)6, Zinedine Zidane ( Franța, 1998–2006) și Cafu ( Brazilia, 1994–2006).
Cele mai multe avertizări (toate timpurile, jucător)6, Cafu ( Brazilia, 1994–2006).
Cele mai multe eliminări (toate timpurile, jucător)2, Rigobert Song ( Camerun, 1994, 1998) și Zinedine Zidane ( Franța, 1998 și 2006).
Cele mai multe eliminări (în turneu)28 (în 64 de meciuri), 2006.
Cele mai multe eliminări (toate timpurile, echipă)11 (în 97 de meciuri),  Brazilia
Cele mai multe eliminări într-un meci, ambele echipe4 (câte 2 de fiecare) în  Portugalia vs  Țările de Jos, 2006 (meci cunoscut și ca Bătălia de la Nuremberg).
Cele mai multe eliminări într-o finală2, Pedro Monzón & Gustavo Dezotti (ambii  Argentina), v  Germania de Vest, 1990
Cele mai multe avertizări într-un turneu345 (în 64 de meciuri), 2006.
Cele mai multe avertizări (toate timpurile, echipă)88 (în 64 de meciuri),  Argentina
Cele mai multe avertizări într-un meci, la o echipă9,  Portugalia, 2006, vs  Țările de Jos &  Țările de Jos, 2010, vs  Spania
Cele mai multe avertizări într-un meci, la ambele echipe16 –  Portugalia vs  Țările de Jos, 2006; și  Camerun v  Germania, 11 June 2002
Cele mai multe avertizări (meci, jucător)3 (61', 90', 93') Josip Šimunić ( Croația), vs  Australia, 2006 (arbitru: Graham Poll)
Cele mai multe avertizări în finală, ambele echipe14,  5 ( Spania) și 9 ( Țările de Jos) 2010
Cele mai multe suspendări (turneu, jucător)2, André Kana-Biyik ( Camerun 1990)
Cea mai lungă suspendare (jucător, dopaj)15 luni, Diego Maradona ( Argentina vs  Nigeria, 1994)
Cea mai lungă suspendare (jucător, disciplină)
- 8 meciuri, Mauro Tassotti ( Italia vs  Spania, 1994) pentru îmbrâncirea lui Luis Enrique.[52]
- 1 an, Samir Shaker Mahmoud ( Irak vs  Belgia, 1986) pentru scuiparea arbitrului[53][54]

Cea mai lungă suspendare în preliminarii
- Pe viață (amnistiat peste 12 ani): Roberto Rojas ( Chile vs  Brazilia, 1989) pentru simularea de vătămări corporale de la o petardă, fapt care a condus la abandonarea meciului.[55]

## Recordurile gazdelor

### De cele mai multe ori gazdă
2,  Mexic 1970 & 1986,  Italia 1934 & 1990,  Franța 1938 & 1998,  Germania 1974 (ca Germania de Vest) & 2006 și  Brazilia 1950 & 2014.
| # | Echipa gazdă | Ediții (nr.) |
| - | --- | ------------ |
| 1 | Mexic (1970, 1986), Italia (1934, 1990), Franța (1938, 1998), Brazilia (1950,2014), Germania (1974, 2006) | 2            |
| 2 | Uruguay (1930), Elveția (1954), Suedia (1958), Chile (1962), Anglia (1966), Argentina (1978), Spania (1982), Statele Unite ale Americii (1994), Coreea de Sud (2002), Japonia (2002), Africa de Sud (2010), Rusia (2018), Qatar (2022) | 1            |

### Cea mai bună performanță după echipa gazdă
Campion, 6:  Uruguay 1930,  Italia 1934,  Anglia 1966,  Germania de Vest 1974,  Argentina 1978,  Franța 1998
| #  | Performanță      | Echipa                            | M | V | R | Î | Rata % | GM | GP | GD  | GD/M | GF/M |
| -- | ---------------- | --------------------------------- | - | - | - | - | ------ | -- | -- | --- | ---- | ---- |
| 1  | Campioană        | Uruguay (1930)                    | 4 | 4 | 0 | 0 | 100    | 15 | 3  | 12  | 3    | 3.8  |
| 2  | Campioană        | Franța (1998)                     | 7 | 6 | 1 | 0 | 85.7   | 15 | 2  | 13  | 1.9  | 2.1  |
| 3  | Campioană        | Germania (1974)                   | 7 | 6 | 0 | 1 | 85.7   | 13 | 4  | 9   | 1.3  | 1.9  |
| 4  | Campioană        | Anglia (1966)                     | 6 | 5 | 1 | 0 | 83.3   | 11 | 3  | 8   | 1.3  | 1.8  |
| 5  | Campioană        | Italia (1934)                     | 5 | 4 | 1 | 0 | 80     | 12 | 3  | 9   | 1.8  | 2.4  |
| 6  | Campioană        | Argentina (1978)                  | 7 | 5 | 1 | 1 | 71.4   | 15 | 4  | 9   | 1.3  | 2.1  |
| 7  | Vicecampioană    | Brazilia (1950)                   | 6 | 4 | 1 | 1 | 66.7   | 22 | 6  | 16  | 2.7  | 3.7  |
| 8  | Vicecampioană    | Suedia (1958)                     | 6 | 4 | 1 | 1 | 66.7   | 12 | 7  | 5   | 0.8  | 2    |
| 9  | Locul trei       | Italia (1990)                     | 7 | 6 | 1 | 0 | 85.7   | 10 | 2  | 8   | 1.1  | 1.4  |
| 10 | Locul trei       | Germania (2006)                   | 7 | 5 | 1 | 1 | 71.4   | 14 | 6  | 8   | 1.1  | 2    |
| 11 | Locul trei       | Chile (1962)                      | 6 | 4 | 0 | 2 | 66.7   | 10 | 8  | 2   | 0.33 | 1.3  |
| 12 | Locul patru      | Coreea de Sud (2002)              | 7 | 3 | 2 | 2 | 42.8   | 8  | 6  | 2   | 0.3  | 1.1  |
| 13 | Sfert-finalistă  | Mexic (1986)                      | 5 | 3 | 2 | 0 | 60     | 6  | 2  | 4   | 0.8  | 1.2  |
| 14 | Sfert-finalistă  | Mexic (1970)                      | 4 | 2 | 1 | 1 | 50     | 6  | 4  | 0.5 | 0.8  | 1.5  |
| 15 | Sfert-finalistă  | Elveția (1954)                    | 4 | 2 | 0 | 2 | 50     | 11 | 11 | 0   | 0    | 2.8  |
| 16 | Sfert-finalistă  | Franța (1938)                     | 2 | 1 | 0 | 1 | 50     | 4  | 4  | 0   | 0    | 2    |
| 17 | Faza a doua      | Spania (1982)                     | 5 | 1 | 2 | 2 | 20     | 4  | 5  | −1  | −0.2 | 0.8  |
| 18 | Optimi de finală | Japonia (2002)                    | 4 | 2 | 1 | 1 | 50     | 5  | 3  | 2   | 0.5  | 1.0  |
| 19 | Optimi de finală | Statele Unite ale Americii (1994) | 4 | 1 | 1 | 2 | 25     | 3  | 4  | −1  | −0.3 | 0.8  |
| 20 | Faza grupelor    | Africa de Sud (2010)              | 3 | 1 | 1 | 1 | 33.3   | 3  | 5  | −2  | −0.7 | 1    |

### Cea mai rea performanță după echipa gazdă
Africa de Sud în 2010, devine prima echipă gazdă eliminată din prima rundă. Alte două echipe gazdă:  Statele Unite ale Americii în 1994 și  Spania în 1982, au ajuns în runda a doua, dar au terminat ambele cu o serie V–R–Î mai rea decât acel 1–1–1 la  Africa de Sud. Totuși,  Africa de Sud a avut un golaveraj mai rău, de −2, dar cele două,  Statele Unite ale Americii și  Spania au terminat prima rundă cu un golaveraj nul.

## Spectatori
Finală114.600,  Argentina v  Germania, 29 iunie 1986, Estadio Azteca, orașul Mexic, Mexic, Campionatul Mondial de Fotbal 1986.
Meci decisiv199.854, Uruguay v Brazilia, 16 iulie 1950, Maracanã, Rio de Janeiro, Brazilia, Campionatul Mondial de Fotbal 1950.
Cei mai puțini spectatori la un meci de la Campionatul Mondial de Fotbal300,  România vs  Peru, 14 iulie 1930, Estadio Pocitos, Montevideo, Uruguay, Campionatul Mondial de Fotbal 1930.
Cei mai mulți spectatori la un meci din preliminariile Campionatului Mondial de Fotbal162.764,  Brazilia vs  Columbia, 9 martie 1977, Maracanã, Rio de Janeiro, Brazilia, Grupa 1 CONMEBOL 1978 .
Cei mai puțini spectatori la un meci din preliminariile Campionatului Mondial de Fotbal0,  Costa Rica vs  Panama, 26 martie 2005, Estadio Ricardo Saprissa, San Juan de Tibás, San José, Costa Rica, Grupa Finală CONCACAF 2006.
Cea mai mare medie de spectatori pe meci68.991, 1994.
Cei mai mulți spectatori (turneu)3.570.000, 1994.
Cea mai mică medie de spectatori pe meci23.235, 1934.
Cei mai puțini spectatori (turneu)390.000, 1934.

### Media și totalul de spectatori
| An   | Meciuri | Spectatori | Cei mai puțini spectatori          | Cei mai puțini spectatori | Cei mai puțini spectatori | Cei mai mulți spectatori      | Cei mai mulți spectatori | Cei mai mulți spectatori | Media de spectatori |
| ---- | ------- | ---------- | ---------------------------------- | ------------------------- | ------------------------- | ----------------------------- | ------------------------ | ------------------------ | ------------------- |
| 1930 | 18      | 434.500    | România – Peru                     | Grupe                     | 300                       | Uruguay – Argentina           | Finală                   | 93.000                   | 24.139              |
| 1934 | 17      | 358.000    | Cehoslovacia – România             | Grupe                     | 8.000                     | Cehoslovacia – România        | Semifinală               | 60.000                   | 21.059              |
| 1938 | 18      | 483.000    | Suedia – Cuba                      | Sferturi                  | 6.846                     | Franța – Italia               | Sferturi                 | 58.455                   | 26.833              |
| 1950 | 22      | 1.043.500  | Elveția – Mexic                    | Grupe                     | 4.000                     | Uruguay – Brazilia            | Finală                   | 199.854                  | 47.432              |
| 1954 | 26      | 889.500    | Turcia – Coreea de Sud             | Grupe                     | 3.000                     | Ungaria – Germania de Vest    | Grupe                    | 65.000                   | 34.212              |
| 1958 | 35      | 919.580    | Irlanda de Nord – Cehoslovacia     | Grupe                     | 6.196                     | Suedia – Brazilia             | Finală                   | 51.800                   | 26.274              |
| 1962 | 32      | 899.074    | Anglia – Bulgaria                  | Grupe                     | 5.700                     | Brazilia – Chile              | Semifinală               | 76.500                   | 28.096              |
| 1966 | 32      | 1.635.000  | Chile – Coreea de Nord             | Grupe                     | 16.000                    | Anglia – Franța               | Grupe                    | 98.270                   | 51.094              |
| 1970 | 32      | 1.603.975  | Israel – Suedia                    | Grupe                     | 10.000                    | Brazilia – Italia             | Finală                   | 107.412                  | 50.127              |
| 1974 | 38      | 1.774.022  | Germania de Est – Australia        | Grupe                     | 10.000                    | Germania de Vest – Chile      | Grupe                    | 83.168                   | 46.685              |
| 1978 | 38      | 1.546.151  | Polonia – Tunisia                  | Grupe                     | 9.624                     | Argentina – Italia            | Grupe                    | 71.712                   | 40.688              |
| 1982 | 52      | 2.109.723  | Peru – Camerun                     | Grupe                     | 11.000                    | Argentina – Belgia            | Grupe                    | 95.500                   | 40.572              |
| 1986 | 52      | 2.393.031  | Ungaria – Canada/                  | Grupe                     | 13.800                    | Argentina – Germania de Vest  | Finală                   | 114.600                  | 46.020              |
| 1990 | 52      | 2.516.348  | Iugoslavia – Emiratele Arabe Unite | Grupe                     | 27.833                    | Germania de Vest – Iugoslavia | Grupe                    | 74.765                   | 48.391              |
| 1994 | 52      | 3.587.538  | Țările de Jos – Arabia Saudită     | Grupe                     | 50.535                    | Brazilia – Italia             | Finală                   | 94.194                   | 68.991              |
| 1998 | 64      | 2.785.100  | Paraguay – Bulgaria                | Grupe                     | 27.650                    | Brazilia – Franța             | Finală                   | 80.000                   | 43.517              |
| 2002 | 64      | 2.705.197  | Spania – Paraguay                  | Grupe                     | 24.000                    | Germania – Brazilia           | Finală                   | 69.029                   | 42.269              |
| 2006 | 64      | 3.359.439  | Iran – Angola                      | Grupe                     | 38.000                    | Germania – Argentina          | Sferturi                 | 72.000                   | 52.491              |
| 2010 | 64      | 3.178.856  | Noua Zeelandă – Slovacia           | Grupe                     | 23.871                    | Țările de Jos – Spania        | Finală                   | 84.490                   | 49.670              |

## Lovituri de departajare
Cele mai multe meciuri cu lovituri de departajare, echipa, toate timpurile4,  Argentina,  Franța,  Germania și  Italia
Cele mai multe meciuri cu lovituri de departajare, echipa, turneu2,  Argentina 1990 și  Spania 2002
Cele mai multe meciuri cu lovituri de departajare după turneu4, 1990, 2006
Cele mai multe victorii, echipă, toate timpurile4,  Germania
Cele mai multe victorii, echipă, turneu2,  Argentina 1990
Cele mai multe înfrângeri, echipă, toate timpurile3,  Italia și  Anglia
Cele mai multe meciuri cu lovituri de departajare, toate câștigate4,  Germania
Cele mai multe meciuri cu lovituri de departajare, toate pierdute3,  Anglia
Cele mai multe meciuri cu lovituri de departajare, jucător, toate timpurile & Cele mai multe înfrângeri, jucător, toate timpurile3, Roberto Baggio,  Italia (1990 semifinale, 1994 finală, 1998 sferturi de finală)
Cele mai multe goluri înscrise de către o echipă5,  Germania de Vest 1982,  Belgia 1986,  Republica Irlanda 1990,  Suedia 1994,  Coreea de Sud 2002,  Italia 2006,  Paraguay 2010
Cele mai multe goluri înscrise, ambele echipe9, (5 meciuri)
Cele mai multe goluri înscrise de către o echipă, toate timpurile17,  Germania de Vest
Cele mai multe lovituri parate, ambele echipe12,  Germania de Vest vs  Franța 1982 și  Suedia vs  România 1994
Cele mai multe lovituri parate de către o echipă, toate timpurile20,  Franța și  Italia
Cele mai multe lovituri parate de către o echipă, într-un turneu9,  Argentina 1990 și  Spania 2002
Cele mai multe lovituri ratate, ambele echipe5,  Argentina vs  Iugoslavia 1990,  Spania vs  Republica Irlanda 2002 și  Portugalia vs  Anglia 2006
Cele mai multe lovituri ratate de către o echipă, toate timpurile7,  Anglia (în 3 meciuri) și  Italia (în 4 meciuri)
Cele mai puține goluri înscrise de către o echipă0,   Elveția 2006 vs  Ucraina
Cele mai multe penaltiuri apărate, toate timpurile4, Sergio Goycochea  Argentina și Harald Schumacher  Germania
Cele mai multe penaltiuri apărate, turneu4, Sergio Goycochea  Argentina, 1990.
Cele mai multe parade, meci3, Ricardo  Portugalia, vs  Anglia, 2006.